# Adélaïde de Toulouse
Adélaïde de Toulouse (* auf Burg Burlats; † 20. Dezember 1200), deutsch: Adelheid von Toulouse, war durch Heirat mit Roger II. Trencavel Vizegräfin von Béziers und Carcassonne. Ihr Vorname wird in der Fachliteratur auch mit Alais, Adelaïs und Azalais angegeben. Sie ist in der Geschichtsschreibung nicht wegen ihrer politischen Aktivitäten bekannt, sondern wegen ihres Engagements für die Schönen Künste.

## Leben
Adélaïde war die einzige Tochter des Grafen Raimund V. von Toulouse und dessen Frau Konstanze von Frankreich, einer Schwester des französischen Königs Ludwig VII. Geboren wurde sie auf der Burg von Burlats im heutigen Département Tarn, was der Grund für ihren okzitanischen Namen Contessa de Burlatz ist, der ihr vom Troubadour Arnaut de Mareuil gegeben wurde.
1171 verheiratete sie ihr Vater mit Roger II. Trencavel, Graf von Béziers und Carcassonne, um einen Friedensschluss zwischen sich und Roger II. zu besiegeln. Die Heirat sollte für eine Befriedung der benachbarten Herrschaftsgebiete der Familien Saint-Gilles mit Sitz in Toulouse und der Trencavel mit Sitz in Carcassonne sorgen. Aus der Verbindung ging der Sohn Raimund-Roger hervor, der 1185 geboren wurde und 1209 beim Ende einer Belagerung von Carcassonne starb.
Adélaïdes Mann unterstützte die Albigenser, so dass Papst Alexander III. 1178 Truppen schickte, um Roger II. gefangen zu nehmen und ihn zu exkommunizieren. Adélaïde flüchtete ob dieser Bedrohung nach Castres. Als der Kardinal Henri die beiden Albigenserführer Raymond de Baimiac und Bernard Raymundi verfolgte und sich diese in die Burg von Lavaur zurückzogen, begab sich Adélaïde 1181 auch dorthin, um sie zu unterstützen. Ihre Mannen leisteten den Kardinalstruppen lange Zeit Widerstand, doch letztendlich mussten sich die Belagerten ergeben.
Roger II. Trencavel starb im März 1194, ohne seine Frau zuvor als Vormund für den gemeinsamen Sohn bestimmt zu haben. Stattdessen hatte er testamentarisch verfügt, dass Bertrand de Saissac und Raimund von Toulouse die Vormundschaft für seinen Sohn übernehmen sollten. Adélaïde zog sich daraufhin resigniert auf ihre Burg Burlats zurück. Diese entwickelte sich unter ihrer Herrschaft zu einem Treffpunkt von bekannten und einflussreichen Dichtern und Troubadouren ihrer Zeit. Viele von ihnen verewigten Adélaïde in ihren Werken. Unter ihnen findet sich der provencalische Dichter Arnaut de Mareuil, der wohl in Adélaïde verliebt war und dabei in direkter Konkurrenz zu König Alfons II. von Aragon stand, der sich Hoffnungen auf die Hand Adélaïdes machte.
Adélaïde starb am 20. Dezember 1200 und wurde an der Seite ihres Ehemanns im Kloster von Cassan bestattet.